# Arhimandrit
Arhimandrit (grč.: vođa /duhovnog/ tora, tj. manastira), u pravoslavnoj crkvi, starješina važnijeg manastira ili većeg broja manastira; počasna titula za igumane ili starješine manastira; najviši kaluđerski čin. 
U grčkoj crkvi ta je titula prvobitno (od 5. stoljeća) dodjeljivana igumanima koji su nadzirali manastire, a kasnije nadstojnicima važnijih manastira. U staroruskoj crkvi tu je titulu nosilo veoma malo igumana-nadstojnika manastira, pri čemu je jedna te ista osoba nosila dvije titule, na primjer, pečerski iguman-arhimandrit. Sada je čin arhimandrita u ruskoj crkvi strogo odvojen od čina igumana i ne daje se samo nastojnicima manastira, već i drugim monasima na višim administrativnim dužnostima (na primjer rektor bogoslovije). Taj čin se dodjeljuje i kao nagrada svećenicima (srp. "sveštenoslužiteljima") iz redova monaštva. Rukoproizvođenje u čin arhimandrita obavlja episkop - na liturgiji po posebnom obredu.